# 69 (Roman)
69 (jap. 69 sixty nine, shikusutinain) ist ein Roman von Ryū Murakami. Er erschien erstmals 1987 auf Japanisch, im Jahre 2000 auch in deutscher Übersetzung im Verlagshaus No. 8.

## Inhalt
Im Jahre 1969 in einer japanischen Kleinstadt mit einer amerikanischen Militärbasis: Der siebzehnjährige Erzähler Ken besucht zusammen mit seinen Freunden Adama und Iwase eine Oberschule. Sie sind frustriert und stehen unter dem Einfluss der 68er-Bewegung, des französischen Existenzialismus und der Beat-Musik. Um ihre eigene Coolness zu beweisen und unter anderem auch, um Mädchen zu beeindrucken, planen sie eine spektakuläre Aktion. Zuerst kommt dem Erzähler die Idee, einen Nouvelle-Vague-Film, ähnlich denen Godards zu drehen. Es stellt sich jedoch schnell heraus, dass der Erzähler Godards Filme nur dem Namen nach kennt und er eigentlich keine Einfälle für einen Film besitzt. Später gründen sie das Komitee Vajra, das beschließt, die Schule mit politischen Graffiti zu verzieren und die Schule schließlich ganz zu verbarrikadieren. Als sie in der Nacht in das Schulhaus einbrechen, muss einer ihrer Mitstreiter auf die Toilette und kotet auf den Tisch des Direktors.
Kurz darauf hat Ken eine Vorladung bei der Polizei, die seine Tat zwar missbilligt, aber auch durchaus härtere Fälle kennen. Von der Schule wird Ken mit Hausarrest belegt, was bedeutet, dass er unter Umständen ein Jahr wiederholen muss.
Nachdem Ken wieder die Schule besuchen darf, verliebt er sich in ein Mädchen und hat zum ersten Mal die Chance auf sexuelle Erfahrungen. Er beschließt, nun zusammen mit den Mädchen und seinen Freunden ein Festival zu organisieren, um dort unter anderem einen selbstgedrehten Autorenfilm zu zeigen. Als sie aus den Kartenverkäufen Erlös erzielt haben, werden sie von der Yakuza erpresst und müssen 20.000 Yen Schutzgeld zahlen. Durch den finanziellen Schaden gerät ihr Filmprojekt noch dilettantischer als es ohnehin schon gewesen wäre.
Ken führt kurze Zeit nach dem Festival eine romantische Beziehung mit dem Lady Jane genannten Mädchen und sieht sich mit ihr den Film Kaltblütig im Kino an. Die Erzählung blendet danach 15 Jahre aus und zieht eine Bilanz: Schon im Jahre 1970 ist die Beziehung zwischen Ken und dem Mädchen zu Ende, da sie ihn für einen anderen Freund verlässt. Ken ist Schriftsteller geworden und seine Freunde führen inzwischen ein biederes, bürgerliches Leben; einige gehören inzwischen sogar schon dem Establishment an. Mit Wehmut erinnert sich Ken an seine wilde Jugendzeit.

## Film
Der Roman wurde von dem koreanisch-japanischen Regisseur Lee Sang-il verfilmt und kam am 10. Juli 2004 in die japanischen Kinos. Ken wird gespielt von Satoshi Tsumabuki, Adama von Masanobu Andō, Iwase von Yuta Kanai und Lady Jane von Rina Ōta.

## Kritik
„Sonst ist der Situations-, der Anspielungs-, der Sprachwitz so ansteckend, dass die Lektüre tatsächlich zu dem Spaß wird, den sich die Schüler von ihrer erotisch-politischen Parallelaktion erhoffen.“